# Comuna Paplînți, Stara Sîneava
Paplînți (în ucraineană Паплинці) este o comună în raionul Stara Sîneava, regiunea Hmelnîțkîi, Ucraina, formată din satele Honcearîha și Paplînți (reședința).

## Demografie
Componența lingvistică a comunei Paplînți
     Ucraineană (99,46%)
     Alte limbi (0,54%)
Conform recensământului din 2001, majoritatea populației comunei Paplînți era vorbitoare de ucraineană (99,46%), existând în minoritate și vorbitori de alte limbi.